# Vickers Vellore
El Vickers Vellore fue un gran biplano diseñado para transportar mercancías y correo, en versiones monomotor y bimotor, que tuvo un uso limitado como carguero y avión experimental de largo alcance. Una variante final con un fuselaje más ancho, el Vellox, se completó como avión de pasajeros.

## Diseño y desarrollo

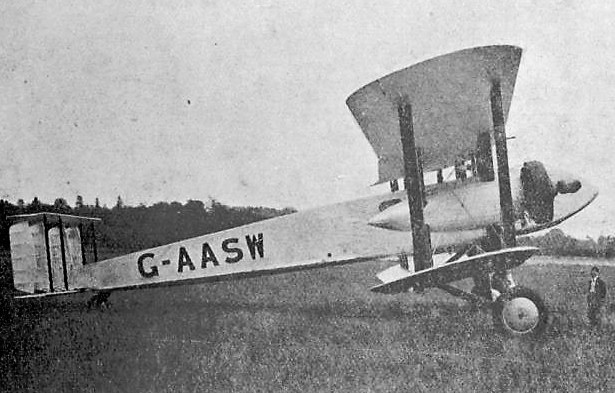
El bimotor Vickers Vellore III, en el Annuaire de L'Aéronautique de 1931.

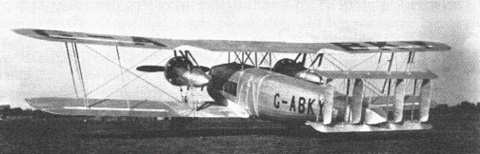
Vellox en el suelo.

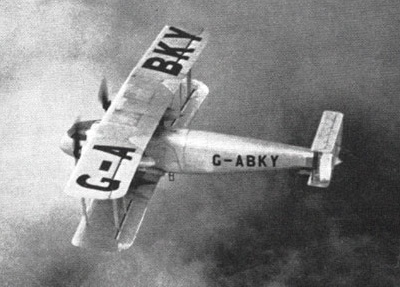
Vellox en vuelo.

El Vickers Vellore, llamado así por la ciudad india de Vellore, fue una respuesta a la especificación 34/24 del Ministerio del Aire, que solicitaba un transporte civil de correos y carga. Era un gran biplano monomotor de dos vanos, con estructura de metal y recubierto de tela. Las alas tenían envergaduras iguales con un ligero decalaje y aflechamiento, y estaban arriostradas mediante puntales interplanares paralelos. Tanto las alas superiores como las inferiores llevaban alerones compensados. Había huecos tanto por encima como por debajo del fuselaje, cuyo diámetro aumentaba por detrás del motor radial. La tripulación se sentaba lado a lado en una cabina abierta justo por delante de las alas, lo que ofrecía una visibilidad excelente. Detrás de ellos estaba la bodega de carga, con el fuselaje estrechándose hacia el plano de cola biplano que estaba equipado con elevadores compensados. Había cuatro timones delgados sin empenajes, espaciados aproximadamente de manera igual entre los dos planos de cola. El tren de aterrizaje era un sencillo sistema de eje dividido fijo, más un patín de cola con muelle.
El Vellore I, equipado con un Bristol Jupiter IX de 384 kW (515 hp), voló por primera vez el 17 de mayo de 1928. Apareció en la exhibición de RAF Hendon en junio de ese año, luego pasó a RAF Martlesham Heath para realizar pruebas en octubre. Estas pruebas las superó con creces, su rendimiento fue mejor de lo previsto y demostró una buena fiabilidad. A principios de 1929, el Vellore fue equipado con un Armstrong Siddeley Jaguar VI y depósitos de combustible adicionales en el compartimento de carga para realizar un vuelo a Australia. Saliendo de Lympne el 18 de marzo de 1929 con un total 2300 kg de carga, incluido el combustible extra, el Vellore II (o Jaguar-Vellore) llegó a Bengasi por etapas antes de que un problema en el motor provocara un aterrizaje forzoso. Después de que llegaran los repuestos, el vuelo continuó hasta que el motor volvió a fallar sobre el Mar de Timor y el Vellore se estrelló contra unos árboles cerca del faro del cabo Don, en el extremo occidental de la península de Cobourg, en el continente australiano. Los dos tripulantes australianos resultaron ilesos.
El Vellore III fue un desarrollo bimotor que estaba equipado con un par de Jupiter XIF de 391 kW (525 hp) con anillos Townend y montados en carenados de góndola a medio camino entre las alas.
El ala inferior se redujo ligeramente en envergadura, de modo que los puntales interplanares exteriores se inclinaban hacia afuera. La otra modificación fue en el tren de aterrizaje principal, que ahora estaba montado debajo de los motores, proporcionando una vía ancha. El Vellore III también podía funcionar como hidroavión con flotadores de un solo rediente que reemplazaban a las ruedas. Se construyó un segundo Vellore bimotor, que sólo se diferenciaba en que tenía motores Jupiter IX con una compresión ligeramente mayor y que finalmente fue conocido como Vellore IV. Este avión estuvo en uso hasta principios de 1935, transportando tropas y suministros entre Martlesham y la cercana Orfordness.
El último avión de la serie se basó en un tercer fuselaje bimotor Vellore parcialmente completado, equipado con un fuselaje nuevo y más ancho con una cabina cerrada y ventanas de cabina para el compartimiento de pasajeros, y que estaba propulsado por radiales Bristol Pegasus IM3 de 450 kW (600 hp). Esta variante fue rebautizada como Vickers Vellox, volando por primera vez el 23 de enero de 1934 en manos de Mutt Summers.

## Historia operacional
Vickers esperaba vender el Vellox como avión comercial de diez pasajeros y el nuevo fuselaje tenía cinco ventanas por lado por delante de grandes puertas de carga en el lado de estribor, en el borde de salida del ala, pero el único ejemplar fue utilizado por Imperial Airways como carguero, avión de correos y para probar el sistema de radioguía Lorenz. El Vellox se estrelló poco después de despegar del aeropuerto de Croydon en agosto de 1936 debido a una pérdida de potencia, posiblemente como resultado de un problema de combustible. La tripulación, compuesta por dos pilotos y dos operadores de radio, resultó muerta.

## Variantes
Vellore I (Type 134)
Carguero monomotor propulsado por un motor Jupiter, uno construido.
Vellore II/Jaguar-Vellore (Type 166)
Avión de carga monomotor con un motor Jaguar IV para un vuelo a Australia, uno construido.
Vellore III (Type 172)
Carguero bimotor propulsado por Jupiter XIF, uno construido.
Vellore IV (Type 173)
Avión de correos bimotor propulsado por Jupiter XIF, uno construido.
Vellox (Type 212)
Avión de pasajeros bimotor propulsado por Pegasus, uno construido.

## Especificaciones (Vellore III)
Referencia datos: Andrews

### Características generales
- Tripulación: Dos (pilotos)
- Carga: 450 kg de correo[6]
- Longitud: 14,6 m (48 ft)
- Envergadura: 23,2 m (76 ft)
- Altura: 5 m (16,2 ft)
- Superficie alar: 127,6 m² (1373,5 ft²)
- Peso vacío: 3595 kg (7923,4 lb)
- Peso cargado: 5897 kg (12 997 lb)
- Planta motriz: 2× motor radial de 9 cilindros refrigerado por aire Bristol Jupiter XIF.
  - Potencia: 391 kW (539 HP; 532 CV) cada uno.
- Hélices: Bipala de madera de paso fijo

### Rendimiento
- Velocidad máxima operativa (Vno): 204 km/h (127 MPH; 110 kt) a nivel del mar
- Alcance: 480 km (259 nmi; 298 mi)
- Régimen de ascenso: 4,3 m/s (846 ft/min)
- Tiempo a altitud: 7 min para 1500 m (5000 pies)

## Aeronaves relacionadas

### Secuencias de designación
- Secuencia Numérica (interna de Vickers): ← 131 - 132 - 133 - 134 - 138 - 139 - 141 --  161 - 162 - 163 - 166 - 168 - 169 - 170 - 171 - 172 - 173 - 177 - 192 - 193 -- 208 - 209 - 210 - 212 - 214 - 216 - 217 →